# Apache OpenOffice Base
Apache OpenOffice Base is een onderdeel van het pakket Apache OpenOffice dat ook Writer, Calc, Draw, Impress en Math bevat. Het programma draait op een groot aantal besturingssystemen waaronder Windows, Solaris, Linux en macOS.
Base is applicatie om databases mee te ontwikkelen en onderhouden, te vergelijken met Access.
Gebruikers kunnen via Base verbinden met externe SQL-databases, zoals MySQL, PostgreSQL en Oracle door gebruik te maken van ODBC- of JDBC-drivers.